# نيوسينشري للإنتاج الفني
نيوسينشري للإنتاج الفني هي شركة إنتاج أفلام مصرية أسسها وليد الكردي عام 2004 كفرع إنتاجي لشركة دولار فيلم التي تأسست عام 1949.

## تاريخ الشركة
تاريخ الشركة يمتد إلى تاريخ الشركة الأم دولار فيلم التي بدأت عام 1949 وأصبحت كبرى شركات التوزيع في حينها، وواحدة من الشركات القليلة المستمرة بالسوق إلى الآن، وحتى تأسس الفرع الإنتاجي نيوسنشري في 2004، حيث قدمت نيوسنشري أول إنتاج لها مع فيلم الحاسة السابعة عام 2005 من إخراج أحمد مكي قبل أن يحقق نجومية كبيرة في مجال التمثيل، وكان هذا أيضا هو أول بطولة للممثل أحمد الفيشاوي.
كذلك قدمت الشركة السينارست محمد دياب والمخرج محمد جمعة لأول مرة في فيلم أحلام حقيقية في عام 2007، وهو ما تكرر مع المخرج محمد حمدي في فيلم المشتبه عام 2009، وبفيلم 30 فبراير قدمت نيو سينشري الممثل الكوميدي سامح حسين في أول بطولة مطلقة له في موسم عيد الأضحى 2012، والفيلم من تأليف صلاح الجهيني كأول سيناريو سينمائي له.
حققت الشركة الكثير من النجاحات بأفلام تحمل مضامين اجتماعية مثل فيلم أسماء للمخرج عمرو سلامة ، حيث حاز الفيلم على تقدير نقدي وحصد 19 جائزة من مهرجانات وفاعليات سينمائية محلية ودولية، ووصل إلى المركز الثاني في قائمة تقييم مستخدمي موقع قاعدة بيانات السينما على الإنترنت IMDB للأفلام التي حصلت على أفضل تقييمات ضمن حدود تصويت 1000 مستخدم، وكذلك أنتجت نيوسنشري فيلم 678 وهو أول أعمال المخرج محمد دياب ، وقد حقق الفيلم نجاحًا محليًا عند عرضه قبل أيام من قيام الثورة، وامتد نجاحه عالميًا بحصوله على أعلى إيرادات لفيلم مصري تم عرضه في فرنسا بعد أن بلغ عدد مشاهديه 120 ألفا خلال أسبوعين فقط ووصل عدد شاشات عرضه إلى 124 شاشة، وكذلك تم عرض الفيلم تجاريًا في السويد والنرويج والبرازيل والبرتغال وإسبانيا ، وهو ما فتح أفاقًا جديدة لتوزيع الفيلم المصري عمومًا في الأسواق الأوروبية. ثم قدمت نيوسينشري فيلم بعد الموقعة للمخرج الكبير يسري نصر الله كأول فيلم روائي عن أحداث ثورة 25 يناير ، وهو أول فيلم مصري يتم اختياره بشكل رسمي للمشاركة في مهرجان كان السينمائي منذ 15 عامًا.
وتعاونت نيوسنشري مع العديد من النجوم الكبار وقدمتهم في أشكال فنية جديدة، مثل الفنانة لبلبة التي قامت ببطولة مطلقة في الفيلم الكوميدي عائلة ميكي بجوار مجموعة من الشباب عام 2010، وكذلك أعادت كلا من الممثل القدير محمود ياسين والفنانة لبنى عبد العزيز إلى شاشة السينما في فيلم جدو حبيبي الذي قامت ببطولته الممثلة بشرى في 2011. وشهد الخط البياني لعدد الأفلام التي أنتجتها نيوسنشري ارتفاعًا مستمرًا منذ بداية تأسيسها، فمن فيلم واحد سنويا بداية من 2005 وحتى 2010، ارتفع العدد إلى 6 أفلام في 2011، ثم 5 أفلام في عام 2012 الذي عادت فيه المنافسة بين الأفلام متوسطة وعالية التكلفة.

## أفلام من إنتاج الشركة
- 2005: الحاسة السابعة
- 2006: أحلام حقيقية
- 2009: المشتبه
- 2010: عائلة ميكي
- 2010: 678
- 2011: إي.يو.سي
- 2011: سامي أكسيد الكربون
- 2011: أمن دولت
- 2011: جدو حبيبي
- 2011: بيبو وبشير
- 2011: أسماء
- 2011: مستر أند مسز عويس
- 2012: بابا
- 2012: بعد الموقعة
- 2012: مصور قتيل
- 2012: 30 فبراير
- 2013: على جثتي
- 2013: نظرية عمتي
- 2013: القشاش
- 2013: توم وجيمي
- 2014: صنع في مصر
- 2014: عنتر وبيسة
- 2014: ديكور
- 2014: النبطشي
- 2015: قط وفار
- 2015: قدرات غير عادية
- 2015: الخلبوص
- 2016: كلب بلدي
- 2016: بارتي في حارتي
- 2017: القرد بيتكلم
- 2017: الأصليين
- 2018: طلق صناعي
- 2018: تراب الماس
- 2019: الفلوس

## مسلسلات من إنتاج الشركة
- 2017: الحالة ج

## مجلس الإدارة
- وليد الكردي: الرئيس التنفيذي ورئيس مجلس الإدارة
- سعد الكردي: نائب المدير التنفيذي ونائب رئيس مجلس الإدارة في شؤون الإنتاج
- زين الكردي: نائب رئيس مجلس الإدارة في شؤون التوزيع
- زيد الكردي: نائب رئيس مجلس الإدارة في الشؤون الإدارية
- أحمد بدوي: المدير العام
- إلياس نينو: المدير المالي التنفيذي

## وصلات خارجية
- الموقع الرسمي
- نيوسينشري للإنتاج الفني على موقع IMDb (الإنجليزية)